# Вильяр, Гонсало
Гонса́ло Вилья́р дель Фра́йле (исп. Gonzalo Villar del Fraile; родился 23 марта 1998, Мурсия, Испания) — испанский футболист, полузащитник клуба «Гранада».

## Клубная карьера
Вильяр — воспитанник клубов «Эльче» и «Валенсия». Для получения игровой практики он выступал за дублирующие составы обоих. В 2018 году Гонсало подписал профессиональный контракт с «Эльче». 18 августа в матче против «Гранады» он дебютировал в Сегунде. 24 ноября 2019 года в поединке против «Малаги» Гонсало забил свой первый гол за «Эльче». В начале 2020 года Вильяр перешёл в итальянскую «Рому», подписав контракт на 4,5 года. Сумма трансфера составила 4 млн. евро. 1 февраля в матче против «Сассуоло» он дебютировал в итальянской Серии A.